# Platylabus rufus
Platylabus rufus is een insect dat behoort tot de orde vliesvleugeligen (Hymenoptera) en de familie van de gewone sluipwespen (Ichneumonidae). De wetenschappelijke naam van de soort werd voor het eerst geldig gepubliceerd door Constantin Wesmael in 1845. De soort was aangetroffen in de omgeving van Brussel.